# Eriophorum vaginatum
Eriophorum vaginatum L. és una espècie de planta herbàcia i perenne dins la família ciperàcia, és una planta nativa de les torberes i altres aiguamolls àcids en el Regne Holàrtic. Fa de 30 a 60 cm d'alt. La seva inflorescència és una cima amb espiguetes de moltes flors amb aspecte de cotó.Té rizoma i el seu fruit és un aqueni.

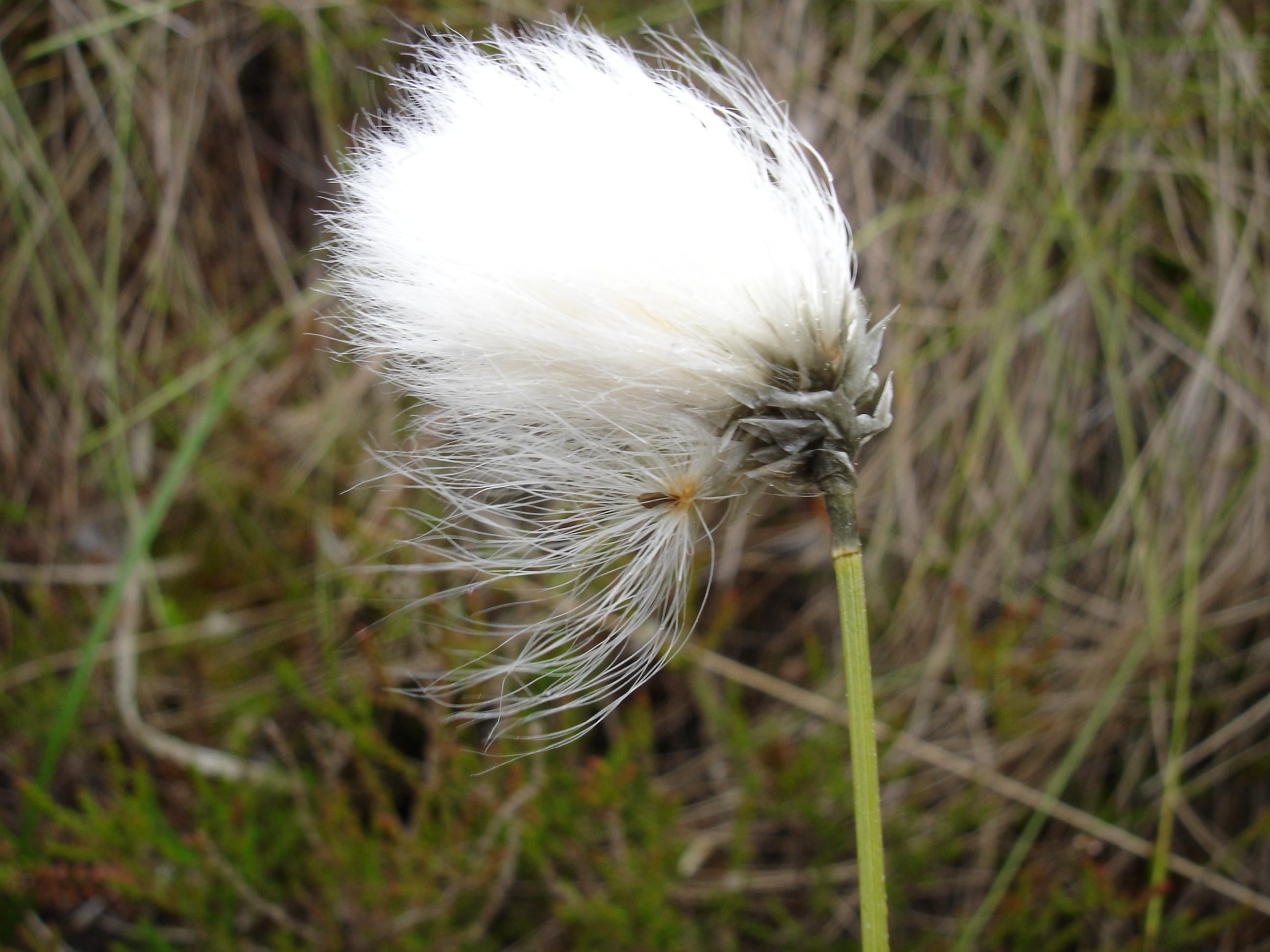
Capítol floral dEriophorum vaginatum

## Distribució i hàbitat
La tundra àrtica es caracteritza per la dominància de Eriophorum spp., en particular E. vaginatum. Aquesta espècie té un distribució circumboreal i es troba des de les Illes Britàniques (excepte el sud-est) fins al Canadà occidental. Als Països Catalans es troba només als Pirineus entre els 1900 i els 2500 m entre torberes i molleres àcides